# Echinolepis carioca
Echinolepis carioca är en plattmaskart som först beskrevs av Magalhaes 1898.  Echinolepis carioca ingår i släktet Echinolepis och familjen Hymenolepididae. Inga underarter finns listade i Catalogue of Life.